# حسن أباد (بختاجرد)
حسن أباد (بالفارسية: حسن‌آباد) هي منطقة سكنية تقع في إيران في فارس. يقدر عدد سكانها بـ 30 نسمة .